# Jeffrey Nordling
Jeffrey Nordling (Ridgewood in New Jersey, 11 maart 1962) is een Amerikaans acteur. Hij is bekend vanwege zijn tv-rollen als Jake Manning in Once and Again, Larry Moss in 24 en Nick Bolen in Desperate Housewives en van diverse films zoals Pirates of Silicon Valley en Tron: Legacy.